# A. Vellalapatti
A. Vellalapatti es una ciudad y nagar Panchayat situada en el distrito de Madurai en el estado de Tamil Nadu (India). Su población es de 8325 habitantes (2011). Se encuentra a 28 km de Madurai.

## Demografía
Según el censo de 2011 la población de A. Vellalapatti era de 8325 habitantes, de los cuales 4177 eran hombres y 4148 eran mujeres. A. Vellalapatti tiene una tasa media de alfabetización del 71,97%, inferior a la media estatal del 80,09%: la alfabetización masculina es del 80,71%, y la alfabetización femenina del 63,27%.